# Jeremy Wade
Jeremy John Wade (Ipswich, 23 marzo 1956) è un biologo e personaggio televisivo inglese.
Esperto di storia naturale e pesca in acqua dolce, è principalmente ricordato per le sue apparizioni in River Monsters.

## Biografia
Nato in una zona rurale di Ipswich (Suffolk), ha ottenuto una laurea in zoologia presso la Bristol University; ha pubblicato articoli sul bracconaggio e il commercio equo-solidale per varie riviste inglesi.
È diventato un personaggio televisivo, esploratore e pescatore estremo. Al fine di perseguire la sua carriera di pescatore, Wade ha fatto il suo primo viaggio in India nel 1982. Altri viaggi di Wade includono uno lungo il fiume Congo e in Sud America. Per il suo programma, ha visitato il Rio delle Amazzoni e per farlo ha studiato il portoghese tre ore al giorno per tre mesi, tant'è che ora lavora anche come traduttore inglese-portoghese. 
In un episodio di Jungle Hooks intitolato Gigante dell'Amazzonia, girato nel 2002, Jeremy è stato colpito al petto da un arapaima di quasi 80 kg, incidente che gli ha causato danni a lungo termine al cuore. In seguito il piccolo aereo che stava portando Jeremy e la sua troupe si è schiantato nella giungla. La trasmissione si conclude con la cattura di un arapaima gigante lungo quasi 3 metri del peso di quasi 100 kg, sino a quel momento il più grande pesce d'acqua dolce da lui mai preso, prima di catturare il suo più grande pesce, lo squalo dello Zambesi, nella seconda stagione del programma. 
Nella puntata denominata "Predator Hidden" (30 maggio 2010) ha preso uno squalo toro maschio di quasi 300 kg e della lunghezza di circa 4 metri. Ha anche preso un Hoplias.
Ha inoltre battuto un record, per aver catturato un pesce tigre Golia  di 50 kg.

## Doppiatori italiani
- Saverio Indrio in River Monsters, Monster Rivers, River Monsters: mondi sommersi, River Monsters: World Tour, Blood Lake - L'attacco delle lamprede killer, River monsters: misteri dagli abissi, Avventure estreme con Jeremy Wade